# Military brat
Military brat, en français : « gosse de militaire », est une expression utilisée aux États-Unis pour désigner un enfant de militaire.

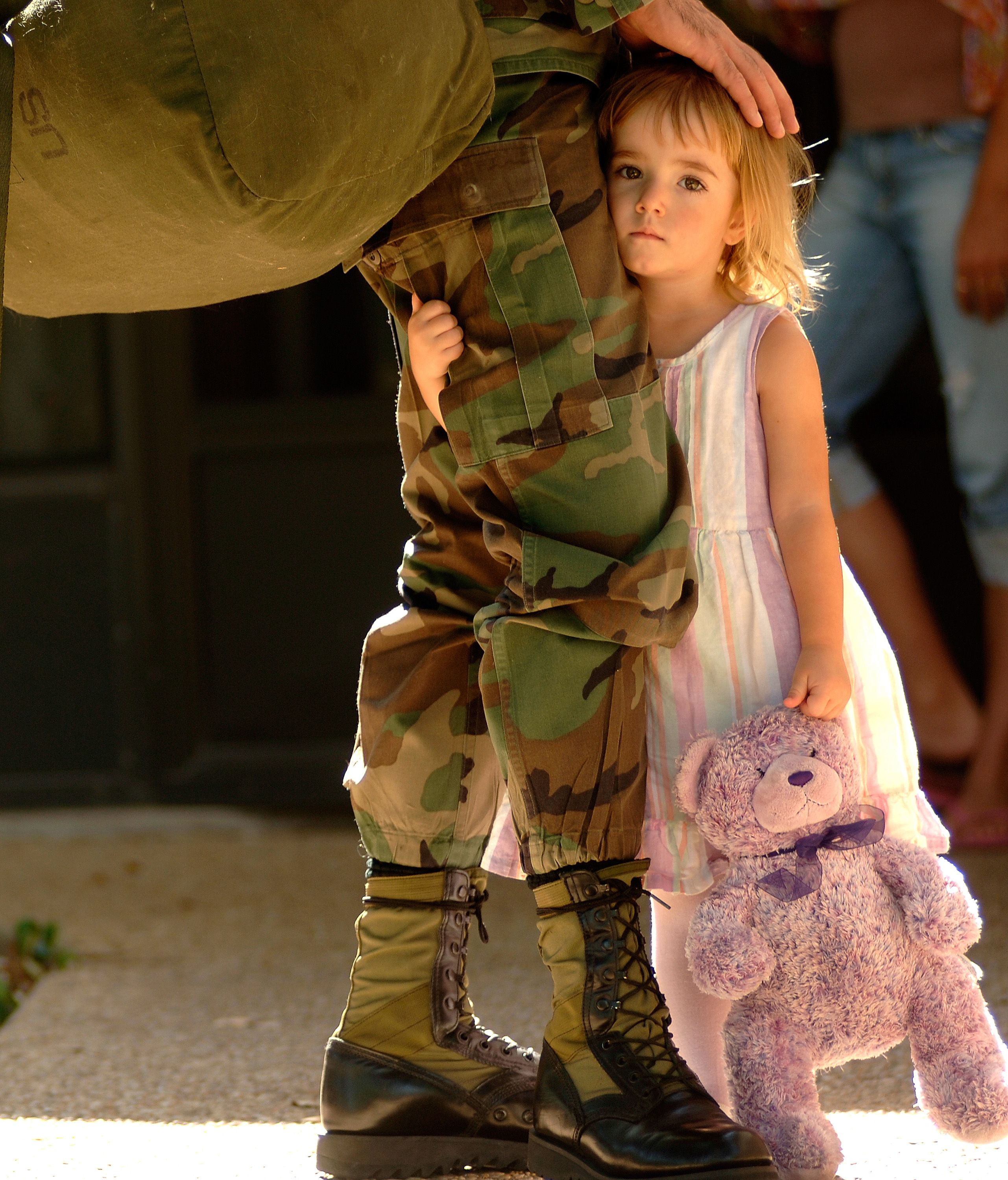
Une enfant de militaire.

Ils sont associés à une sous-culture unique et une identité culturelle propre, puisqu'au cours de son enfance et de son adolescence, il est immergé dans la culture militaire au point où la culture dominante de son pays d'origine peut lui sembler étrangère ou périphérique. Même à l'intérieur des États-Unis, la famille de l'enfant se déplace typiquement sur de grandes distances entre États d'une affectation à l'autre pendant une grande partie de la jeunesse des enfants. Cette mobilité induit un mélange des identités culturelles en raison de l'exposition à de nombreuses cultures régionales. De plus, la famille subit les contraintes liées à la guerre, dont l'absence de longue durée d'un parent, ainsi que les questions de séquelles de guerre.
Ce terme est parfois considéré comme péjoratif[réf. nécessaire].